# Szóke
A szóke (宗家; Hepburn: sōke) alapvetően nagymestert vagy stílusvezető mestert jelenti a japán harcművészeti stílusokban (de nem mindegyikben használják).
Eredetileg a kereskedőházak ügyvezető igazgatóját, vezetőjét, vagy mai szóhasználattal élve esetleg topmenedzserét hívták szókénak.